# Pseudocoarica
Pseudocoarica là một chi bướm đêm thuộc họ Erebidae.